# Acido carbammico
L'acido carbammico è un composto organico con formula condensata NH2COOH, monoammide dell'acido carbonico e capostipite della famiglia dei carbammati. Trattasi di una specie chimica instabile che tende a decomporsi liberando ammoniaca ed anidride carbonica, mentre risulta stabile sotto forma di sali ed esteri.

## Reazioni
L'acido carbammico rappresenta il passaggio intermedio dell'idrolisi dell'urea in ammoniaca ed anidride carbonica. In vivo, tale reazione, è catalizzata dall'enzima ureasi:
(NH2)2CO + H2O → NH2COOH + NH3 → 2NH3 + CO2